# Send It On (pesem)
"Send It On" je pop pesem ameriških pevcev Selene Gomez, Demi Lovato, Miley Cyrus in glasbene skupine Jonas Brothers. Skupina, imenovana Disney's Friends For Change zbira denar za Disneyjevo organizacijo za dobrodelne namene istega imena. Pesem je izšla 11. avgusta 2009 v Združenih državah Amerike kot dobrodelni glasbeni singl, da bi imeli koristi mednarodnih okoljevarstvenih združenj. O pesmi in kampanji je šest pevcev povedalo, da so vse skupaj organizirali za dober razlog in da jim je pesem sama zelo draga. Balada z vplivom zvrsti power pop ima besedilo z "zelenim sporočilom".
Pesem je s strani kritikov prejela mešane ocene, nekateri so menili, da je preveč v stilu ameriškega televizijskega tekmovanja American Idol in da je besedilo nekoliko hipokritično. Pesem je izšla samo na radiju Radio Disney in pristala na dvajsetem mestu lestvice Billboard Hot 100. Videospot za pesem prikazuje vseh šest zvezd med petjem na mikrofone na vrhu svetlega odra in med tekom skozi sceno, ki je podobna parku, pri čemer jim sledi še mnogo otrok.

## Ozadje
Originalno poznana kot "Pass It On", je bila pesem, ki sta jo napisala Adam Anders in Nikki Hassman v sodelovanju z Petrom Astromom. Vsi trije tekstopisci so zaradi pesmi prešli skozi mnoge snemalne seje v aprilu leta 2009. Vsaka oseba je svoje o pesmi in organizaciji Disney's Friends for Change mnenje delila z njimi v intervjuju z revijo Access Hollywood. Joe Jonas je dejal, da ima pesem "odlično sporočilo". Dodal je, da pesem govori o tem, da je potrebno pomagati Zemlji na vse možne načine in to dati vedeti tudi drugim, da bodo lahko "vsi vedeli." Joe Jonas je povedal tudi, s pesmijo samega sebe opominja na to, da mora z vsem ravnati bolj okolju prijazno. Selena Gomez je povedala:
"Če bi lahko opisala občutke, ki so me prepravljali med nastopanjem s pesmijo 'Send It On', bi bile te besede zelo navdihujoče. V pesmi je več moči, kot je uspeš nadzirati. Pesem sama je zelo prijetna in ima dobro sporočilo za seboj. In mislim, da je to tisto, kar jo naredi lepo, saj se tukaj ne gre samo zato, da nosiš srčkane obleke in nastopaš na odru, ta pesem ima sporočilo.
Miley Cyrus je omenila, da ji je bilo najbolj všeč, ko so snemali kitico "One spark starts a fire" ("Ena iskra zaneti ogenj"). Dejala je, da to vrstico "obožuje" zato, ker se ji zdi resnična in da če bodo otroci poslali sporočilo, bodo lahko vsi vedeli zanj. Verjame tudi, da oni sami "spodbujajo otroke, da to naredijo," kar se ji zdi zelo navdihujoče. Demi Lovato je dejala: "Zelo pomembno za nas same je, da dobro ravnamo z okoljem." Povedala je tudi, da se ji zdi, da je pesem del "velikega premika," kar so z njo tudi poskušali doseči. Kevin Jonas je dejal, da je peti to pesem "velika čast" in da je bilo ob tem "vzdušje [...] naravnost enkratno," saj se z ostalimi izvajalci pesmi zdaj "poznamo že več let". Nick Jonas je povedal, da pesem govori o "majhnih korakih," ki lahko dosežejo to, da izboljšamo Zemljo.

## Glasba, ureditve vokalov in besedilo
Pesem "Send It On" je balada. Napisana je bila v a-duru. Razpon glasu skupine se razteza čez tri oktave, od E3 do C#6. Pesem ima programirane akorde A—F#m—C#m—E5.
Pesem je zapeta v prvi osebi iz njenega pogleda, ki občinstvu omogoča poslušanje "internalizirano" sporočilo - ki vključuje vse - ob petju besede "mi" ("we") skupaj. Pri pesmi "Send It On" do izraza pridejo predvsem akustične kitare, kasneje pa tudi violine. Miley Cyrus in Nick Jonas skupaj zapojeta prvi verz, "A word’s just a word till you mean what you say" ("Beseda je le beseda, dokler tistega, kar rečeš, ne misliš zares"). Nato zbor prvič zapoje skupaj. Demi Lovato in Joe Jonas zatem zapojeta glavno vrstico drugega verza z ostalo skupino (Miley Cyrus in Nick Jonas), kjer zapojejo: "If we take the chances to change circumstances" ("Če damo priložnost spremembi okoliščin"). Potem se jim pridružita še Selena Gomez in Kevin Jonas, ki zapojeta drugo vrstico in skupaj zapojejo tretji verz. Ostalo pesem zapoje vseh šest skupaj, medtem ko glas Demi Lovato zapoje eno izmed najbolj power pop vrstic. Glavna tema in sporočilo pesmi je to, da si sam obljubiš, da boš z okoljem ravnal ekološko in svoje mnenje poveš tudi drugim; to se lahko opazi iz vrstice "Just one spark starts a fire" ("Le ena iskra zaneti ogenj").

## Izid
Odrezki iz pesmi so prvič prišle v javnost ob Izidu reklame za Disney's Friends for Change, ki se je predvajala na kanalu Disney Channel. Singl "Send It On" je kasneje, 7. avgusta 2009 izšel tudi na radiu Radio Disney, 11. avgusta tistega leta pa še digitalno prek interneta, natančneje prek spletne trgovine iTunes Store. Disney bo 100% dobička, ki ga zasluži s pesmijo, doniral dobrodelni organizaciji Disney Worldwide Conservation Fund (DWCF). Videospot se je premierno predvajal 14. avgusta 2009 na kanalu Disney Channel, dan kasneje pa sta ga predvajala tudi Disney.com in ABC. 15. avgusta je izšel digitalni EP preko iTunes Store. EP je vseboval pesem, videospot pesmi, dve reklami in pogovor o projektu, ki bo objavljen na Disney Channelu in digitalni knjižici.

## Kritike
Singl "Send It On" je prejel povprečne ocene s strani kritikov. Bill Lamb iz About.com je napisal: "Pesem lahko zveni nekoliko dolgočasno. Na sceni se ne obdrži zelo dolgo in je precej podobna tipični finalni pesmi zmagovalca tekmovanja American Idol. Kakorkoli že, ima pa dober namen." Gina Sepre in Whitney English iz revije E! sta dejali, da je pesem "Send It On" Disneyjev poskus oponašanja pesmi "We are the World", ki jo je zapela skupina, imenovana USA for Africa, ki je med drugim vključevala uspešne glasbenike, kot sta Michael Jackson in Diana Ross.
Leo Hickman iz revije The Guardian je kritiziral ustvarjalce pesmi, češ da je pesem sama hipokritična, besedilo pa neučinkovito. Napisal je, da "ne moreš oponašati vseh okoljevarstvenih pesmi in pričakovati kakšen rezultat," pesem samo pa je navedel za nasprotje pesmi Miley Cyrus, imenovane "Wake Up America" iz njenega glasbenega albuma Breakout, ki jo je označil za zelo vplivno.

## Dosežki
Pesem je na radiu izšla 7. avgusta 2009 in sicer na radiu Radio Disney. Dosegla je tudi deveto mesto na lestvici Hot Digital Songs, kasneje, 29. avgusta tistega leta, se je uvrstila tudi na lestvico Billboard Hot 100. Pesem "Send It On" je na lestvici Hot 100 dosegla dvajseto mesto. Kasneje je pristala na enaindvajsetem mestu te iste lestvice ter tam ostala še tri zaporedne tedne, nato pa se na to lestvico ni uvrstila več.

## Videospot
6. junija 2009 je Demi Lovato preko Twitterja potrdila, da bodo posneli tudi videospot za pesem "Send It On." Videospot za pesem se je prvič predvajal na Disney Channelu 14. avgusta 2009.
Videospot se začne z Miley Cyrus in Nickom Jonasom, ko sedita na robu temnega odra, kjer Nick, ki igra akustično kitaro, in Miley zapojeta prvi verz. Videospot se nato spremeni in do odraza pridejo svetle luči, dvojici pa se pridružita še Demi Lovato in Joe Jonas, ki zapojeta drugi verz. Nato se pokaže vsa skupina, in skupaj zapoje verz do konca. Joe in Kevin Jonas zatem odstranita zavese, ki zakrivajo ozadje in razkrijeta naslikano nebo, Selena Gomez in Kevin Jonas pa nato zapojeta še tretji verz. Ob koncu videa se pokaže vsa skupina med tekom skozi velik park, pri čemer jim sledijo številni otroci. Videospot se konča tako, da skupina skoči na kavč in sede nanj na sredi parka in otroci se ustavijo v ozadju okoli njih.

## Seznam verzij
- U.S. digitalna naložitev[7]

1. "Send It On" - 3:26

- U.S. digitalni EP[9]

1. "Send It On" - 3:26
2. "Send It On" (videospot) - 3:25
3. "Join Disney's Friends for Change" (video) - 0:45
4. "Register and Pledge" (video) - 1:31

## Zgodovina izidov
| Regija                  | Datum           | Format       |
| ----------------------- | --------------- | ------------ |
| Združene države Amerike | 7. avgust 2009  | Radio Disney |
| Združene države Amerike | 11. avgust 2009 | Digitalno    |